# ГЕС Сейхан
ГЕС Сейхан – гідроелектростанція на півдні Туреччини. Знаходячись між ГЕС Çatalan (вище по течії) та малою ГЕС Сейхан 2 (8 МВт), входить до складу каскаду на річці Сейхан, яка протікає через Адану та впадає до Середземного моря.
В межах проекту річку на північній околиці Адани перекрили земляною греблею висотою 57 метрів та довжиною 1568 метрів, яка потребувала 7,5 млн м3 матеріалу. Гребля утримує водосховище з площею поверхні 67,8 км2 та об’ємом 865 млн м3 (корисний об'єм 705 млн м3) в якому припустиме коливання рівня поверхні між позначками 49 та 67 метрів НРМ (у випадку повені останній показник може збільшуватись до 71 метру НРМ, а об’єм зростає ще на 79 млн м3). 
У пригреблевому машинному залі встановили три турбіни потужністю по 18 МВт – дві ввели в експлуатацію в 1956-му, а ще одну додали у 1964-му (наразі загальна потужність станції номінується як 60 МВт). При напорі, який може перевищувати 40 метрів (рівень води у нижньому б’єфі становить 23 метри НРМ), вони повинні забезпечувати виробництво 350 млн кВт-год електроенергії на рік. 
Окрім виробництва електроенергії, комплекс забезпечує зрошення 174 тисяч гектарів земель.